# Parque natural de la Selva Negra Meridional

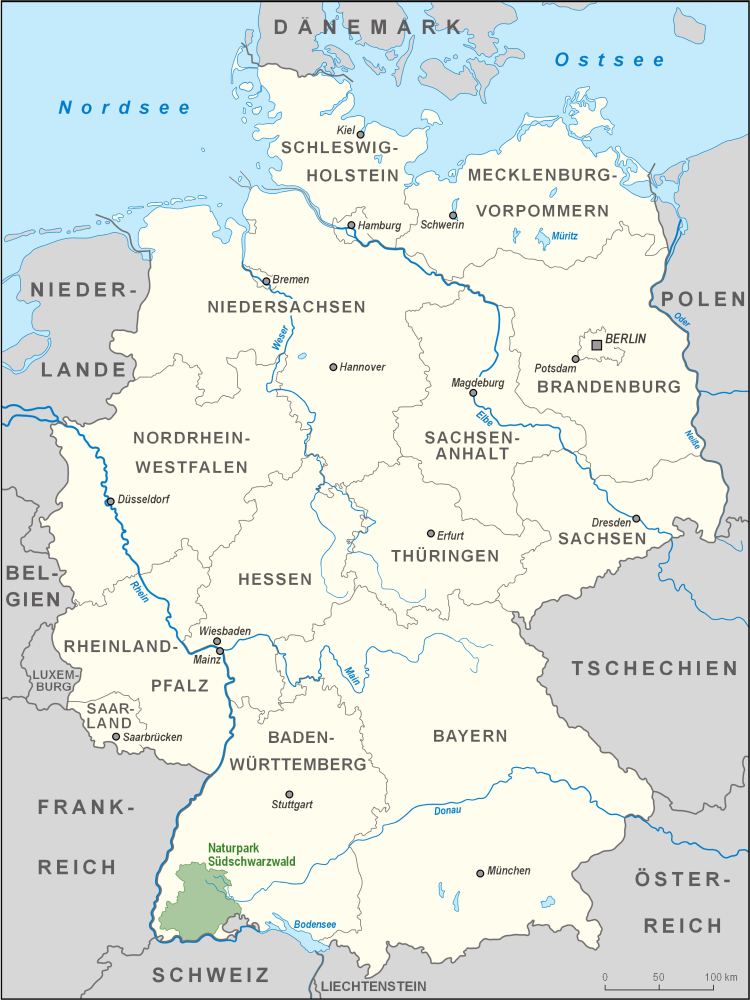
Ubicación del parque en el suroeste de Alemania

El parque natural de la Selva Negra Meridional es un espacio natural protegido de Alemania.

## Literatura
- Parque natural de la Selva Negra Meridional: Rocas y Ríos de Piedras, 16 páginas.
- Club Alpino: Escaladas en el parque natural de la Selva Negra Meridional, 20 páginas.

- Datos: Q885288
- Multimedia: Naturpark Südschwarzwald / Q885288